# Феррара, Антонио Франсиско
Анто́нио Франси́ско Ферра́ра (исп. Antonio Francisco Ferrara; 4 апреля 1912, Сан-Фернандо, провинция Буэнос-Айрес — неизвестно), также известный как Феррара II (итал. Ferrara II) — аргентинский и итальянский футболист, крайний полузащитник. Младший брат другого известного футболиста, Николо Феррары.

## Карьера
Антонио Феррара начал свою карьеру в родном городе в клубе «Сан-Фернандо». Оттуда он перешёл в «Атлетико Колехиалес», а затем в «Платенсе». В 1934 году Феррара, вместе с братом, уехал в Италию выступать за клуб «Ливорно». Будучи потомком итальянцев, мигрировавших в Аргентину, там же Антонио получил гражданство. Его дебютной игрой в Италии стал матч против клуба «Интер», состоявшийся 10 октября и завершившийся вничью 1:1. В первом сезоне футболист провёл на поле 19 матчей и забил 2 гола. Следующий футбольный год Феррара начал в клубе «Наполи», но в первом сезоне редко выходил на поле, проведя лишь 8 встреч. В следующием сезоне полузащитник стал игроком основы клуба. Уже 1 ноября забил первый мяч за неаполитанцев, поразив ворота «Новары». Всего за сезон Антонио провёл 25 матчей и забил 6 голов, став лучшим бомбардиром команды. Эти успехи привлекли к нему внимание «Амброзианы», куда аргентинец и перешёл. По одним данным 7 ноября 1937 года он дебютировал в составе команды в матче с «Дженоа» (1:1), по другим данным ещё 12 сентября он забил гол за клуб, поразив ворота «Луккезе». Всего за первый сезон он провёл 10 матчей и забил 1 гол, по другим данным — 3 гола. По итогам футбольного года «Интер» выиграл титул чемпиона страны, ставший первым за 8 лет. В следующем сезоне Феррара, сыграв всего несколько игр за клуб в Кубке Митропы, вместе с братом вернулся в Аргентину, опасаясь милитаристских настроений, царящих в Италии. Там он завершил карьеру, выступая за клуб «Акассусо». Его судьба неизвестна.

## Достижения
- Чемпион Италии: 1938